# Barão de Taquari
Barão de Taquari é um título nobiliárquico brasileiro criado por D. Pedro II do Brasil por decreto de 25 de março de 1845, a favor de Manuel Jorge Rodrigues.
Titulares
1. Manuel Jorge Rodrigues (1777–1845) – militar e político;
2. José Antônio Calasans Rodrigues (1805–1876) – filho do anterior.